# دارين دونيلي
دارين دونيلي (بالإنجليزية: Darren Donnelly)‏ (28 ديسمبر 1971 بليفربول في المملكة المتحدة - ) هو لاعب كرة قدم بريطاني في مركز الهجوم. لعب مع بلاكبيرن روفرز ونادي تشستر سيتي وهوليول تاون ‏.